# Razzy Bailey

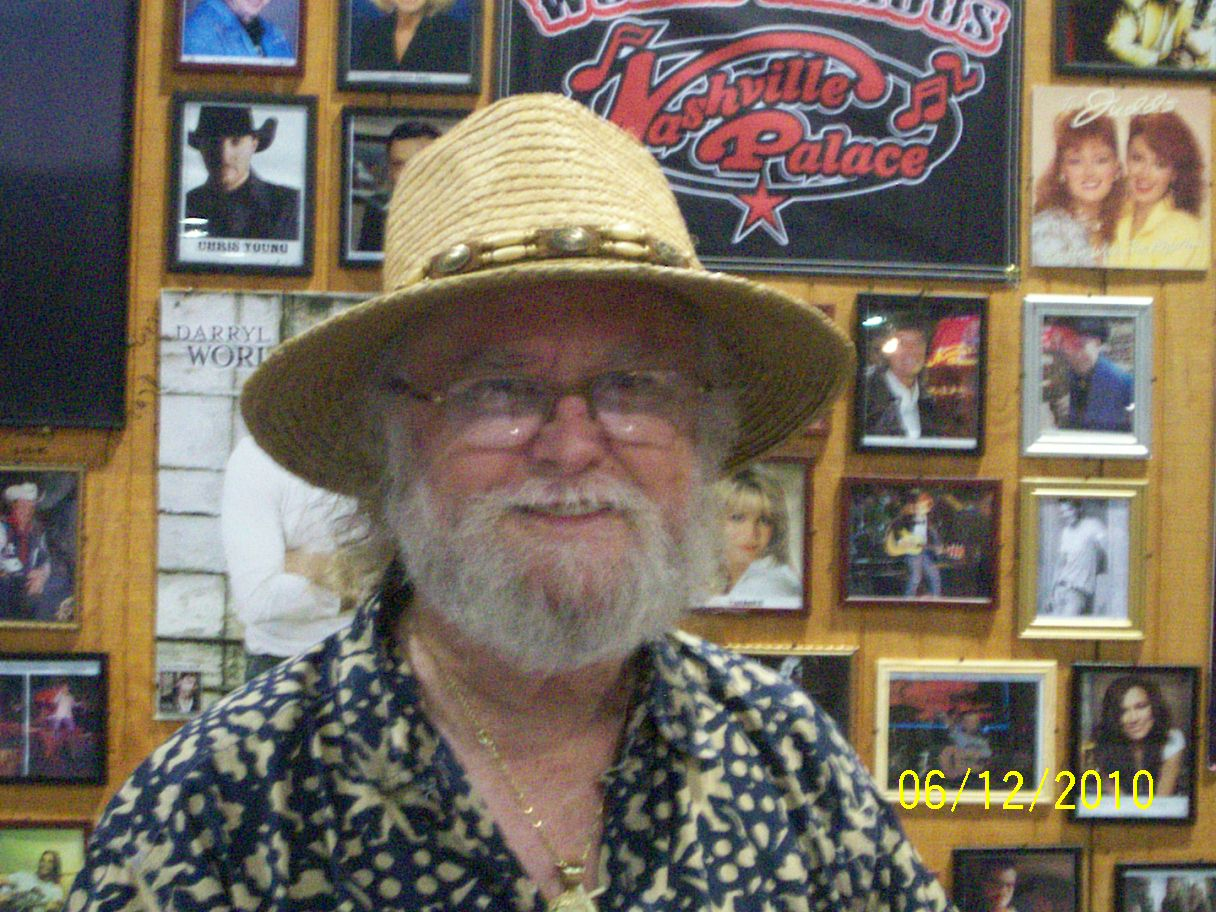
Razzy Bailey (2010)

Rasie Michael „Razzy“ Bailey (* 14. Februar 1939 in Five Points, Alabama; † 4. August 2021 in Goodlettsville, Tennessee) war ein US-amerikanischer Country-Sänger und Songwriter.

## Leben

### Anfänge
Razzy wuchs in ärmlichen Verhältnissen auf einer Farm im ländlichen Alabama auf. Von seinem Vater, einem Freizeitmusiker, bekam er eine gebrauchte Gitarre geschenkt. Als Schüler spielte er in einer Band, seine erste Schallplatte veröffentlichte er mit 19 Jahren. Nach seinem Schulabschluss heiratete er früh und wurde mehrfach Vater. Danach schlug er sich zunächst mit Gelegenheitsarbeiten durch. Parallel spielte er in einer Country-Band.
1966 schrieb er den Song 9,999,999 Tears und stellte ihm den Produzenten Bill Owery vor. Mit namhaften Studiomusikern wie Joe South und Billy Joe Royal wurde eine Single eingespielt, die sich aber nur schlecht verkaufte. 1974 nahm er die Single I Hate Hate auf.

### Karriere
Erst in der zweiten Hälfte der 1970er Jahre gelang ihm der Durchbruch in der Musikszene. Während dieser Zeit spielte er in verschiedenen Bands und nahm einige erfolglose Singles auf. 1976 erzielte Dickey Lee mit 9,999,999 Tears einen Nummer-1-Hit. Zwei Jahre später hatte er einen Top-10-Hit Erfolg mit einem anderen Bailey-Song, Peanut Butter. Aufgrund dieser Erfolge erhielt Bailey Angebote von mehreren großen Schallplattenfirmen. 1978 unterschrieb er beim RCA-Label.
Bereits seine erste Single beim neuen Label, What Time Do You Have To be Back In Heaven, schaffte es in die Top-10. Es folgten weitere hohe Platzierungen, bevor ihm 1980 mit Lovin’ Up A Storm der erste einer Serie von Nummer-1-Hits gelang. Auch seine Alben waren erfolgreich. 1981 wurde er vom Billboard-Magazin mit einem Preis als bester Country-Sänger des Jahres ausgezeichnet. Mit seiner Mischung aus Country, Blues und Soul, gepaart mit einer heiseren, hohen Stimme, war er auch weiterhin erfolgreich.
1984 wechselte er zu MCA. Die Verkaufszahlen seiner Platten ließen allmählich nach. Seine Songs blieben aber weiterhin gefragt und wurden von vielen etablierten Country-Musikern interpretiert. 1987 gründete er ein eigenes Label, SOA Records (Sounds Of America), doch seine große Zeit war vorbei. Erst 1993 geriet er wieder in die Schlagzeilen, als seine Frau Sandra kurz nach der Veröffentlichung seines Albums Fragile, Handle With Care Suizid verübte. Er betrieb auch Razzy's Hit House, sein Aufnahmestudio, wo er anderen Künstlern bei ihren Projekten half.

## Diskografie

### Alben
| Jahr | Titel                      | Höchstplatzierung, Gesamtwochen, AuszeichnungChartplatzierungen (Jahr, Titel, Platzierungen, Wochen, Auszeichnungen, Anmerkungen) | Höchstplatzierung, Gesamtwochen, AuszeichnungChartplatzierungen (Jahr, Titel, Platzierungen, Wochen, Auszeichnungen, Anmerkungen) | Anmerkungen |
| Jahr | Titel                      | US | Country | Anmerkungen |
| ---- | -------------------------- | --- | --- | ----------- |
| 1979 | If Love Had a Face         | — | Country33 (11 Wo.)Country |             |
| 1980 | Razzy                      | — | Country12 (43 Wo.)Country |             |
| 1981 | Makin’ Friends             | US183 (2 Wo.)US | Country8 (29 Wo.)Country |             |
| 1982 | Feelin’ Right              | US176 (4 Wo.)US | Country10 (22 Wo.)Country |             |
| 1982 | A Little More Razz         | — | Country59 (6 Wo.)Country |             |
| 1983 | Greatest Hits              | — | Country33 (8 Wo.)Country |             |
| 1984 | The Midnight Hour          | — | Country36 (10 Wo.)Country |             |
| 1985 | Cut From A Different Stone | — | Country38 (12 Wo.)Country |             |

Weitere Alben
- 1974: I Hate Hate
- 1981: If Love Had A Face (RCA)
- 1986: Arrival
- 1993: Fragile, Handle With Care (SOA)
- 2005: Razzy Unwrapped (SOA)
- 2009: Damned Good Time (SOA)

### Singles
| Jahr | Titel Album                                                                 | Höchstplatzierung, Gesamtwochen, AuszeichnungChartsChartplatzierungen (Jahr, Titel, Album, Platzierungen, Wochen, Auszeichnungen, Anmerkungen) | Anmerkungen |
| Jahr | Titel Album                                                                 | Country | Anmerkungen |
| ---- | --------------------------------------------------------------------------- | --- | ----------- |
| 1976 | Keepin’ Rosie Proud of Me                                                   | Country99 (2 Wo.)Country |             |
| 1978 | What Time Do You Have to Be Back to Heaven If Love Had a Face               | Country9 (15 Wo.)Country |             |
| 1978 | Tonight She’s Gonna Love Me (Like There Was No Tomorrow) If Love Had a Face | Country6 (14 Wo.)Country |             |
| 1979 | If Love Had a Face                                                          | Country6 (12 Wo.)Country |             |
| 1979 | I Ain’t Got No Business Doin’ Business Today If Love Had a Face             | Country10 (14 Wo.)Country |             |
| 1979 | I Can’t Get Enough of You Razzy                                             | Country5 (14 Wo.)Country |             |
| 1980 | Too Old to Play Cowboy Razzy                                                | Country13 (14 Wo.)Country |             |
| 1980 | Loving Up a Storm Razzy                                                     | Country1 (15 Wo.)Country |             |
| 1980 | I Keep Coming Back Razzy                                                    | Country1 (16 Wo.)Country |             |
| 1981 | Friends Makin’ Friends                                                      | Country1 (16 Wo.)Country |             |
| 1981 | Midnight Hauler Makin’ Friends                                              | Country1 (18 Wo.)Country |             |
| 1981 | She Left Love All Over Me Feelin’ Alright                                   | Country1 (20 Wo.)Country |             |
| 1982 | Everytime You Cross My Mind (You Break My Heart) Feelin’ Alright            | Country10 (15 Wo.)Country |             |
| 1982 | Love’s Gonna Fall Here Tonight A Little More Razz                           | Country8 (17 Wo.)Country |             |
| 1982 | Poor Boy A Little More Razz                                                 | Country30 (14 Wo.)Country |             |
| 1983 | After the Great Depression Greatest Hits                                    | Country19 (13 Wo.)Country |             |
| 1983 | This Is Just the First Day Greatest Hits                                    | Country62 (10 Wo.)Country |             |
| 1984 | In the Midnight Hour Cut from a Different Stone                             | Country14 (17 Wo.)Country |             |
| 1984 | Knock on Wood Cut from a Different Stone                                    | Country29 (14 Wo.)Country |             |
| 1984 | Touchy Situation Cut from a Different Stone                                 | Country43 (13 Wo.)Country |             |
| 1985 | Modern Day Marriages Cut from a Different Stone                             | Country51 (10 Wo.)Country |             |
| 1985 | Fightin’ Fire with Fire Arrival                                             | Country78 (4 Wo.)Country |             |
| 1985 | Old Blue Yodeler Arrival                                                    | Country48 (9 Wo.)Country |             |
| 1986 | Rockin’ in the Parkin’ Lot Arrival                                          | Country63 (7 Wo.)Country |             |
| 1987 | If Love Ever Made a Fool                                                    | Country69 (5 Wo.)Country |             |
| 1988 | Unattended Fire                                                             | Country58 (6 Wo.)Country |             |
| 1988 | Starting All Over Again                                                     | Country73 (6 Wo.)Country |             |
| 1989 | But You Will                                                                | Country65 (5 Wo.)Country |             |

Weitere Singles
- 1966: 9,999,999 Tea (als Razzy)
- 1991: Fragile (Handle with Care)